# Min vän shejken i Stureby
Min vän Shejken i Stureby är en ungdomsbok från 1995 av författaren Ulf Stark.
Den är uppföljare till boken Min vän Percys magiska gymnastikskor, och amatörradio spelar en viktig roll i handlingen.
Boken TV-dramatiserades 1997 med Clas Lindberg som regissör.